# ميوكو أوبا
ميوكو أوبا (青羽 美代子) هي مؤدية أصوات يابانية وُلدت في 2 سبتمبر 1961 في سايتاما في اليابان.

## وصلات خارجية
- ميوكو أوبا  في شبكة أخبار الأنمي (بالإنجليزية)
- ميوكو أوبا على موقع IMDb (الإنجليزية)

 (بالإنجليزية)